# Anseküla
Anseküla je vesnice na poloostrově Sõrve ostrova Saaremaa v obci Saaremaa v okrese Saare v Estonsku. Žije zde 62 obyvatel. Před správní reformou estonských místních samospráv v roce 2017 patřila vesnice k obci Salme.
Ve vesnici se nachází maják, který byl postavený v roce 1953 na místě zničeného kostela.

## Historie
Kolem roku 1300 byl postaven kostel Panny Marie. V roce 1560 byl rozšířen. Později farnost náležela pod obec Salme. V 16. století byl založen statek, který náležel církvi. V roce 1864 byl kostel přestavěn pro 400 věřících. Ve věži kostela bylo před druhou světovou válkou umístěno navigační světlo. V období druhé světové války byl kostel zničen a už nikdy nebyl obnoven. Na jeho místě byl v roce 1953 postaven maják.
V roce 1977 byly s vesnici sloučeny okolní vesnice Easte, Hindu, Kaimri a Vintr. V roce 1997 se vesnice osamostatnily.

## Galerie

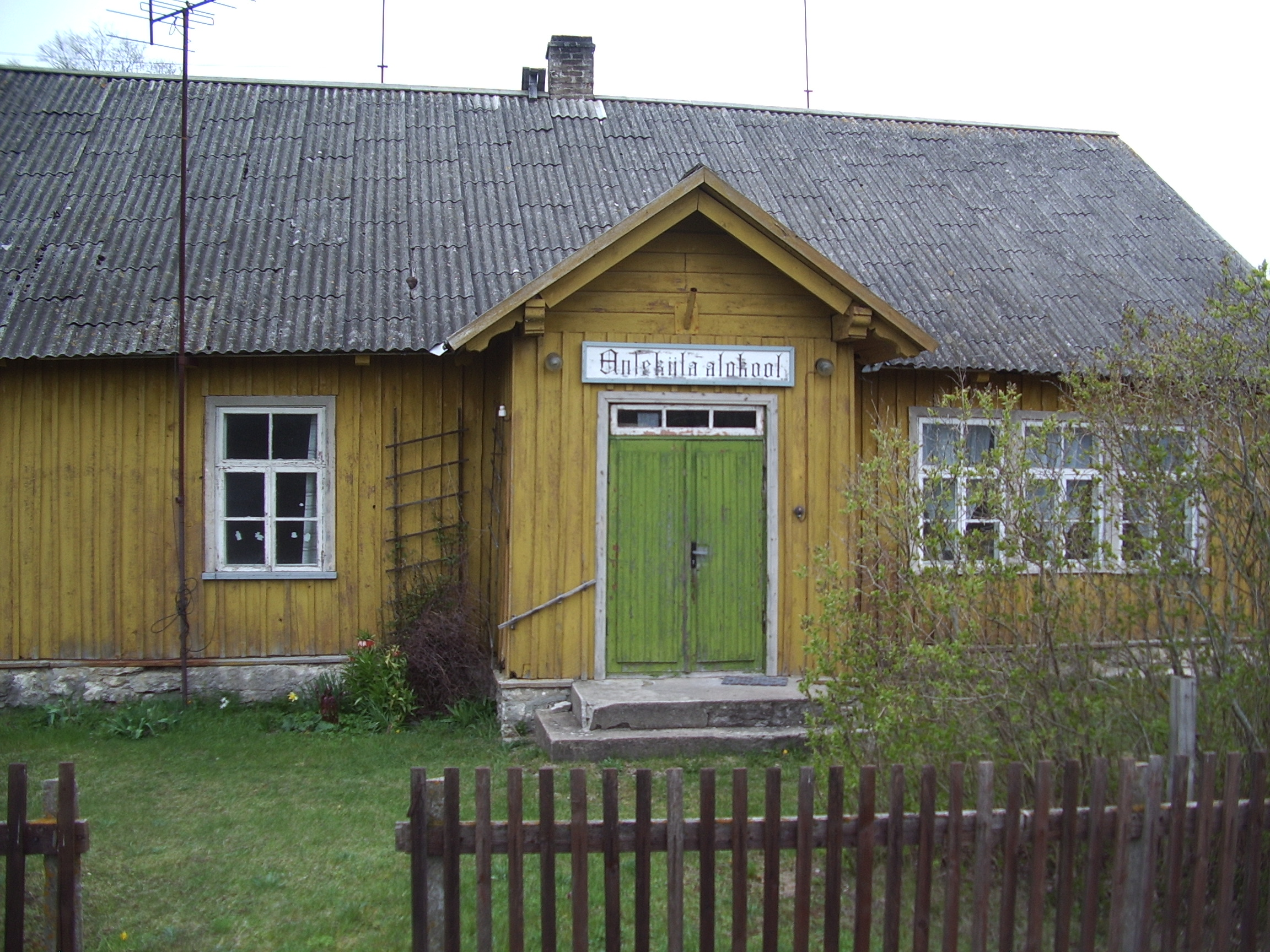
Škola
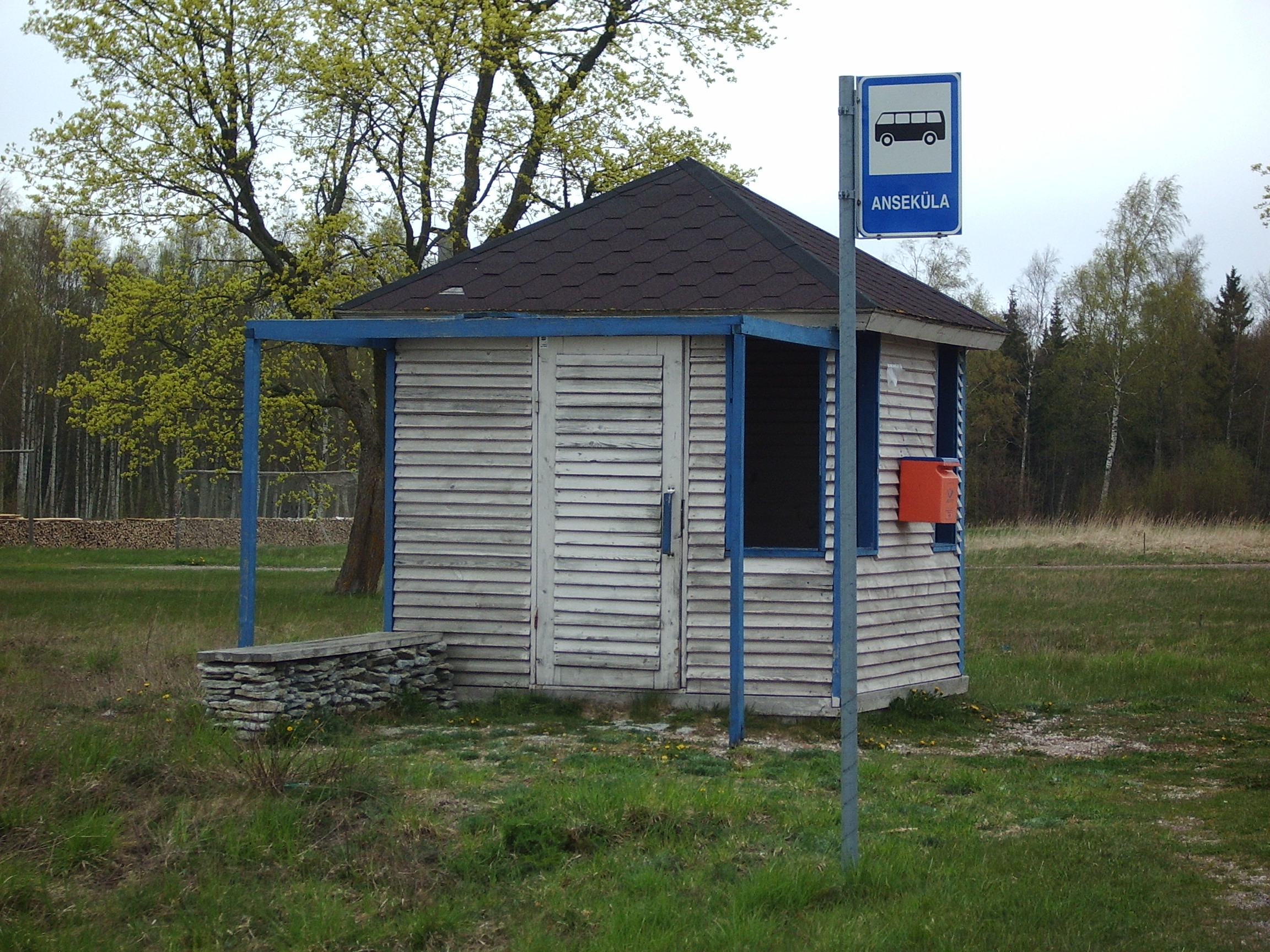
Autobusová zastávka
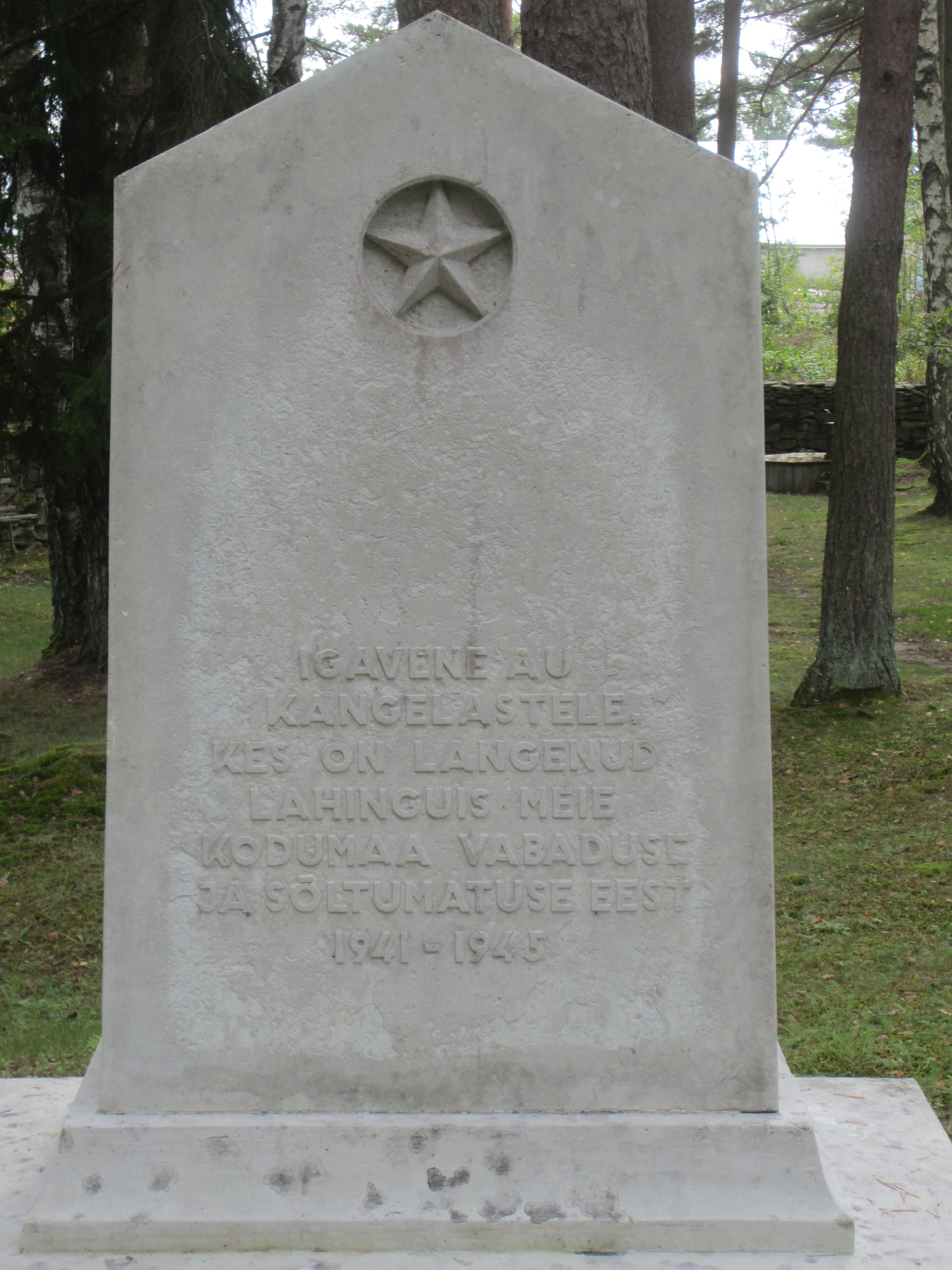
Památník obětem druhé světové války